# Dunaújvárosi kistérség

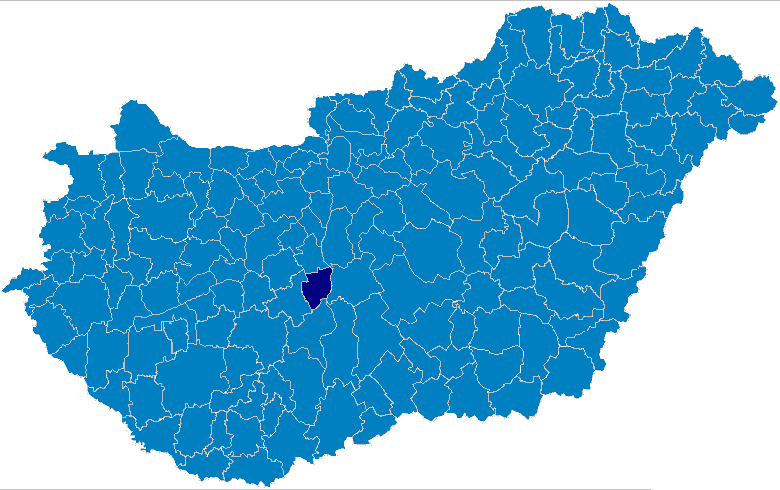
A Dunaújvárosi kistérség

A Dunaújvárosi kistérség kistérség Fejér megyében, melynek Dunaújváros a székhelye.

## Települései
| Baracs    | Daruszentmiklós | Dunaújváros | Előszállás | Kisapostag |
| Mezőfalva | Nagykarácsony   | Nagyvenyim  | Rácalmás   |            |